# Coprinopsis myceliocephala
Coprinopsis myceliocephala är en svampart som först beskrevs av M. Lange, och fick sitt nu gällande namn av Redhead, Vilgalys & Moncalvo 2001. Coprinopsis myceliocephala ingår i släktet Coprinopsis och familjen Psathyrellaceae.   Inga underarter finns listade i Catalogue of Life.